# اتوموکستین
آتوموکستین (به انگلیسی: Atomoxetine) (نام تجاری: استراموکس در ایران) یک داروی مهارکننده بازجذب نوراپی نفرین است که برای درمان کودکان و بزرگسالان مبتلا به اختلال کم‌توجهی - بیش‌فعالی (ADHD) تجویز می‌شود.
نوع ایرانی آن اخیراً با نام تجاری استراموکس در بازار دارویی ایران یافت می‌شود.
با توجه به اثر غیر محرک این دارو برخلاف ریتالین، توزیع آن در داروخانه‌های ایران تابع قوانین داروهای عمومی است. برخلاف دیگر داروهای مورد استفاده در کنترل بیش‌فعالی این دارو نیاز به مدت زمان بیشتری دارد تا اثر درمانی خود را نشان دهد و این مدت زمان حداقل ۲ هفته تعریف شده‌است. استفاده از این داروها در فهرست ممنوعه WADA قرار دارد و مشکلات آشکاری را از لحاظ عملکرد افزایش یافته، ایجاد می‌کنند. آتوموکستین (استراترا) یک غیر محرک CNS برای ADHD تأیید شده‌است. یک مهارکننده بازجذب نور اپی‌نفرین است و مؤثر بودن آن در ADHD ثابت شده‌است.

## مکانیسم اثر و داروشناسی
آتوموکستین مهارکننده بازجذب نوراپی‌نفرین است و تا حدود بسیار کمی بازجذب سروتونین را نیز مهار می‌کند، این دارو دارای ساختمانی شبیه به فلوکستین و سرترالین است.
مکانیسم درمانی این دارو بر نشانگان کمبود توجه-بیش‌فعالی مربوط به افزایش غلظت نوراپی‌نفرین در سیناپس‌ها و در نتیجه تحریک بیش‌تر گیرنده‌های ۲ آدرنرژیکی است. ممکن است به تنهایی یا همراه با سایر محرک ها استفاده شود.   مصرف آن در سن بالای شش سال توصیه می شود.  از طریق دهان جذب می شود. 

## کاربردهای پزشکی

### اختلال کمبود توجه بیش فعالی
این دارو برای استفاده در کودکان ، نوجوانان و بزرگسالان مورد تأیید است.  اثر آن در کودکان زیر شش سال مورد مطالعه قرار نگرفته است.  ممکن است هفته ها زمان ببرد که شما اثر این داروها رو حس کنید.برتری اصلی آن نسبت به درمان‌های محرک استاندارد برای درمان ADHD این است که پتانسیل سوءاستفاده کمی دارد.  به طور قابل توجهی علائم بی‌توجه و بیش فعالی را کاهش می دهد ، اما پاسخها کمتر از پاسخ به محرک‌ها بود. علاوه بر این ، 40٪ از شرکت‌کنندگان که تحت درمان با اتموکسین قرار داشتند علائم ADHD باقیمانده را تجربه کردند. 
اگرچه اثربخشی آن ممکن است کمتر از داروهای محرک باشد ،  شواهدی وجود دارد که نشان می‌دهد ممکن است در ترکیب با مواد محرک استفاده شود.  پزشک ممکن است در صورت داشتن عوارض جانبی آزاردهنده از طرف محرکها ، داروهای غیرمحرک از جمله اتوکسستین را تجویز کند. وقتی محرک مؤثر نبود؛ یا در ترکیب با یک محرک برای افزایش اثربخشی.  بر خلاف α 2 آگونیست آدرنرژیک مانند guanfacine و کلونیدین ، اتوموکستین را می توان به طور ناگهانی و بدون عوارض قطع قابل توجهی متوقف کرد. 
تأثیرات درمانی اولیه اتموکسین معمولاً 2 تا 4 هفته طول می کشد تا آشکار شود. 2-4 هفته دیگر ممکن است لازم باشد تا اثرات درمانی کامل دیده شود.  حداکثر مقدار توصیه شده روزانه کل در کودکان و نوجوانان بالای 70  کیلوگرم و بزرگسالان 100   میلی گرم است 

## سایر کاربردها
اتموکستین ممکن است در افراد مبتلا به ADHD و اختلال دو قطبی مورد استفاده قرار گیرد اگرچه چنین استفاده ای به خوبی مطالعه نشده است.  برخی از مزایای آن نیز در مبتلایان به ADHD و اوتیسم مشاهده شده است . 

## موارد منع مصرف
- هر نوع حساسیت به اتوموکستین و سایر مواد غیرفعال در آن
- بیماری قلبی عروقی علامت‌دار شامل:

فیبریلاسیون دهلیزی
فلوتر دهلیزی
تاکی کاردی بطنی
فیبریلاسیون بطنی
آرتریواسکلروز پیشرفته
- بیماری قلبی عروقی پیشرفته
- فئوکروموسیتوم
- مصرف همزمان داروهای مهار کننده مونوآمین اکسیداز
- گلوکوم زاویه بسته
- افراد با متابولیسم ضعیف (به علت متابولیسم دارو توسط CYP2D6

## عوارض جانبی
عوارض جانبی شایع شامل درد شکم ، کاهش اشتها ، حالت تهوع ، احساس خستگی و سرگیجه است.  عوارض جانبی جدی ممکن است شامل آنژیوادم ، مشکلات کبدی ، سکته مغزی ، روان پریشی ، مشکلات قلبی ، خودکشی و پرخاشگری باشد.   ایمنی در دوران بارداری و شیردهی مشخص نیست. 
سازمان غذا و داروی ایالات متحده (FDA) یک هشدار جعبه سیاه برای رفتار / ایده خودکشی صادر کرده است. هشدارهای مشابهی در استرالیا صادر شده است.   بر خلاف داروهای محرک ، اتموکستین احتمال سو استفاده یابروز عوارض انصراف در قطع ناگهانی را ندارد. 

## مصرف بیش از حد
اتموکستین در مصرف بیش از حد نسبتاً غیر سمی است. مصرف بیش از 1500 میلی گرم اتموکستین منجر به مرگ نشده است.  شایع ترین علائم مصرف بیش از حد مصرف عبارتند از: 

### علایم مصرف بیش از حد شامل
- علایم گوارشی
- خواب‌آلودگی
- لرزش
- سرگیجه
- پرفعالیتی
- رفتارهای غیرعادی
- بی قراری
- خشکی دهان
- تاکی کاردی
- افزایش فشارخون
- میدریاز[۲۰]

### علایم با شیوع کمتر
- تشنج
- افزایش فاصله QT

درمان بیش مصرفی اتوموکستین با استفاده از شارکول فعال جهت جلوگیری از جذب بیشتر است.

## تداخل های دارویی
Atomoxetine یک بستر برای CYP2D6 است . درمان همزمان با یک مهار کننده CYP2D6 مانند بوپروپیون ، فلوکستین یا پاروکستین نشان داده شده که اتموکستین پلاسما را 100٪ یا بیشتر افزایش می دهد ، همچنین سطح N -desmethylatomoxetine را افزایش داده و سطح 4-هیدروکسی اتوموکسیتین پلاسما را نیز با همین میزان کاهش می دهد.   
ه نظر می رسد که اتموکستین مستقیماً جریان های پتاسیم HERG را با IC 50 از 6.3 میکرومولار مهار می کند ، که این پتانسیل ایجاد آریتمی را دارد .   طولانی شدن QT با دوزهای درمانی و مصرف بیش از حد با اتموکستین گزارش شده است. پیشنهاد می شود که از اتموکستین با داروهای دیگری استفاده نشود که ممکن است فاصله QT را طولانی کند ، همزمان با مهار کننده های CYP2D6 ، و در مصرف کننده های ضعیف احتیاط لازم به کار رود. 

### سایر تداخل های دارویی
- داروهای ضد فشار خون ، به علت اینکه اتموکستین به عنوان سمپاتومیمیک غیرمستقیم عمل می کند
- سمپاتومیماتیک های با عملکرد غیر مستقیم ، مانند pseudoephedrine ، مهارکننده های برگشت مجدد نوراپی نفرین یا MAOI ها
- سمپاتومیمتیکهای با اثر مستقیم، مانند فنیل افرین یا دیگر α 1 آگونیست آدرنرژیک ، از جمله pressors مانند دوبوتامین یا ایزوپروترنول و β آدرنرژیک آگونیست 2

داروهای با اتصال پروتئینی بالا پلاسما: اتموکستین این پتانسیل را دارد که این داروها را از پروتئین های پلاسما جابجا کند که ممکن است اثرات منفی یا سمی آنها را تقویت کند. در شرایط in vitro اتوموکستین بر اتصال پروتئین پلاسمایی آسپرین ، دزیپرامین ، دیازپام ، پاروکستین ، فنیتوئین یا وارفارین تأثیر نمی‌گذارد.  
قرص اتوموکستین ، با قرص‌های لیست زیر تداخل دارد و استفاده ی همزمان با آنها پیشنهاد نمیشود:
- آریپیپرازول

- بوپروپیون
- سیتالوپرام
- فلوکستین
- پاروکستین
- سرترالین [۲۸]

## نام های تجاری
در هند ، اتموکسین با نامهای تجاری شامل Axetra ، Axepta ، Attera ، Tomoxetin و Attentin به فروش می رسد. در استرالیا ، پرتغال و رومانی اتموکسین با نام تجاری Strattera فروخته می شود. در ایران ، اتموکسین با نامهای تجاری از جمله Stramox به فروش می رسد. در سال 2017 ، یک نسخه عمومی در ایالات متحده به تصویب رسید. 

## پژوهش
برخی از پیشنهادها وجود دارد که نشان می دهد که اتموکستین می تواند یک کمک مفید در افراد مبتلا به افسردگی اساسی باشد ، به ویژه در مواردی که دارای ADHD همزمان هستند. 
این دارو ممکن است حافظه کار و توجه را هنگام استفاده در دوزهای خاص بهبود بخشد. 

## تفاوت با قرص های محرک
- در یک بررسی بالینی، فقط 15 درصد بیش فعال ها ترجیح میدهند به جای قرص های محرک (مثل متیل‌فنیدات) از این قرص استفاده کنند.
- برای بیش فعال هایی که سابقه سو مصرف دارو یا مواد دارند، این دارو به جای محرک هایی مثل ریتالین پیشنهاد میشود. [۳۱]